# Дзёлялёкъю
Дзёлялёкъю (устар. Дзёля-Лёк-Ю) — река в России, протекает в Республике Коми по территории городского округа Усинск. Правый приток реки Лёкъю.

## География
Устье реки находится в 30 км по правому берегу реки Лёкъю. Длина реки составляет 21 км.

## Данные водного реестра
По данным государственного водного реестра России относится к Двинско-Печорскому бассейновому округу, водохозяйственный участок реки — Печора от водомерного поста у посёлка Шердино до впадения реки Уса, речной подбассейн реки — бассейны притоков Печоры до впадения Усы. Речной бассейн реки — Печора.
Код объекта в государственном водном реестре — 03050100212103000065331.